# Okolicznik skutku
Okolicznik skutku – rodzaj okolicznika pełniący funkcję podrzędną w grupie orzeczenia (podobnie jak dopełnienie). Zazwyczaj określa czasownik, ale może być również określnikiem przymiotnika lub przysłówka. Tworzy z wyrazem określanym związek na zasadzie przynależności (nigdy nie tworzy związku rządu ani zgody).
Okolicznik skutku oznajmia skutek czynności, stanu, właściwości wyrażonej w składniku określanym. Zawiera treść myślową, która przez mówiącego pojęta jest jako rezultat, wynik treści podstawy. Skutek może być zamierzony lub niezamierzony.
Najczęściej w roli okolicznika skutku występuje:
- wyrażenie przyimkowe, np.:
  - Opaliłem się na czerwono.
  - Walczyli do upadłego.
  - Krzyczano aż do ochrypnięcia.

- przysłówek, np.:
  - Do końca będę nasłuchiwał i wyczekiwał, do ostatniej minuty życia – nadaremnie.
  - Po cóż było tak długo i bezskutecznie mnie prześladować?

Rozpoznajemy go na podstawie pytań: z jakim skutkiem? z jakim rezultatem? z jakim wynikiem?
- Kasia opaliła się na czerwono.
- Uczył się na piątki.
- Walczyli aż do zwycięstwa.
- Zamęczyli go na śmierć.
- Pytała go o to do znudzenia.
- Łaziłem po komnatach, aż natrafiłem na bibliotekę.
- Wystarczyło wyjść za ogrodzenie, aby siła uroku przestała działać.

Denotowana kategoria skutku nie zawsze jest przedstawiana jako realna. W przykładzie ostatnim ujmuje się ją w relację teoretyczną.

## Historia pojęcia
Wśród językoznawców nie ma zgody odnośnie do rodzajów okolicznika. W rozmaitych publikacjach podaje się bowiem różną liczbę jego klas znaczeniowych. Najczęściej wyróżnia się 5 rodzajów okolicznika: sposobu, miejsca, czasu, przyczyny i celu. Dość często także: stopnia i miary, warunku, przyzwolenia, które interpretowano początkowo jako odmianę stosunku przyczynowego. Inne nieco były losy okolicznika skutku.
Stanisław Gruszczyński (zm. 1904) uważał go jeszcze za okolicznik przyczyny, Antoni Krasnowolski (zm. 1911) – za odmianę okolicznika sposobu lub okolicznika stopnia. Usamodzielnił się dopiero w 1953 roku w Zarysie składni polskiej Zenona Klemensiewicza.